# Édouard Paul Mérite

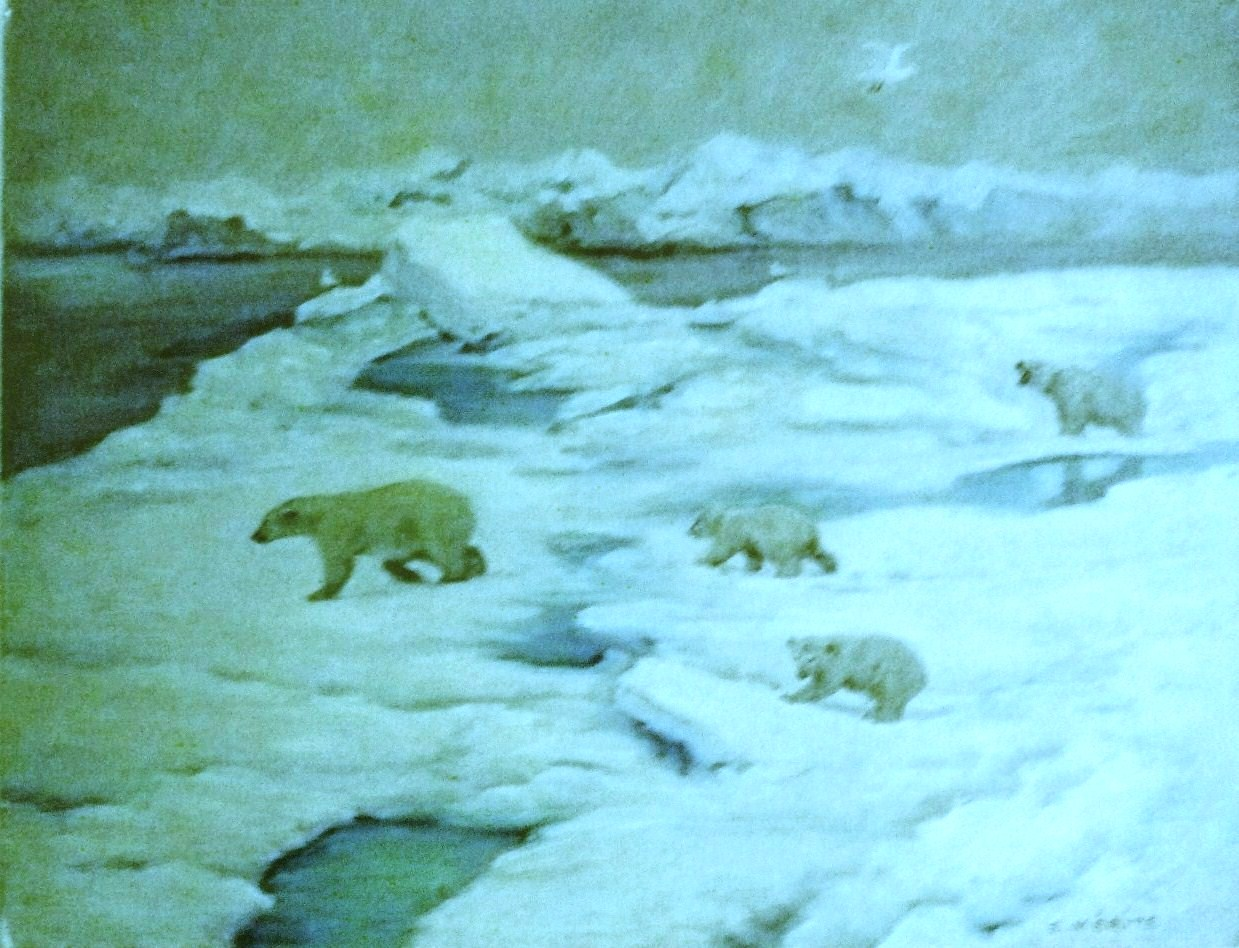
Eisbärenfamilie, Datierung unbekannt

Édouard Paul Mérite (* 7. März 1867 in Le Neubourg, Département Eure; † 5. Februar 1941 in Rueil-Malmaison, Département Hauts-de-Seine) war ein französischer Bildhauer, Tiermaler, Zeichner und Zeichenlehrer.

## Leben
Mérite wuchs in einer ländlichen Umgebung auf und skizzierte bereits in seiner Kindheit detailgetreue Tierbilder. In Paris begann er eine Ausbildung zum Bildhauer bei Louis-Ernest Barrias und Emmanuel Frémiet und als Maler bei Aimé Nicolas Morot. Ab 1898 begleitete und dokumentierte Mérite wissenschaftliche Expeditionen, von denen er zahlreiche Studien, Skizzen und Zeichnungen von Tieren anfertigte. Von 1898 bis 1899 nahm er einer Exkursion in den Sudan teil, die von General Edgard de Trentinian geleitet wurde. In den Jahren 1905 und 1909 bereiste er mit dem Duc d’Orléans an Bord der Yacht La Belgica Spitzbergen und Grönland, wo er die arktische Fauna zeichnete. Er malte auch ein Kap in Nordgrönland, das seinen Namen erhielt. 
Mérite war mehrfach Gast am Hof des österreichischen Kaisers Franz Joseph I. Er begleitete dessen pompöse Jagdgesellschaften als Maler und wurde 1910 zum Ritter des Franz-Joseph-Ordens ernannt. Im Rahmen von Jagden des Duc d’Orléans in Großbritannien erstellte er für die Jagdschlösser des französischen und britischen Landadels, Falkenbilder, darunter das undatierte Werk Le faucon crécerelle (Öl auf Canvas). Während des Ersten Weltkriegs ließ sich Mérite auf dem Anwesen La Jonchère in Rueil-Malmaison nieder, wo er Wildtiere aufzog und seine auf Reisen zusammengetragenen naturwissenschaftlichen und ethnografischen Exponate sowie Jagdzubehör, insbesondere Fallen aller Art, unterbrachte. Diese Sammlung befindet sich heute im Museum der Zivilisationen Europas und des Mittelmeers in Marseille. Nach dem Krieg war Mérite als Zeichenlehrer in den 1920er und 1930er Jahren am Muséum national d’histoire naturelle tätig. 
In den Jahren 1956 bis 1966 wurde sein umfangreicher künstlerischer Nachlass in öffentlichen Verkäufen verstreut. Mérite begann in den 1880er Jahren Jagdszenen in Öl zu malen. Hinzu kamen Zeichnungen, Aquarelle, Gouachen und Pastelle mit Gruppen und Einzel-Darstellungen von Haus- und Wildtieren, heimischen und exotischen Arten, häufig Geflügel, Sing- oder Greifvögel (z. B. Jeunes rapaces au nid, Öl auf Canvas). Ab den 1890er Jahren erstellte er auch Tierskulpturen und -plastiken, ab 1900 oft nach Reiseskizzen (z. B. Chimpanzé fétiche, Statuette, Bronze (1901) und Jeune lionne emportant un cynocéphale, Gips (1904)). Die Porzellan-Manufaktor in Sèvres benutzte verschiedene Modelle Mérites zur Reproduktion in Steinzeug oder Biskuitporzellan.